# Дом С. А. Землянова
Дом С. А. Землянова — здание в историческом центре, в Вахитовском районе г. Казани, построенное в конце XIX века. Является яркой достопримечательностью Старой Татарской слободы, объектом культурного наследия регионального (республиканского) значения. Расположено по адресу ул. Московская, дом 37.

## Описание
Здание двухэтажное, кирпичное. Первый этаж рустован и разбит рядом арочных окон, обрамленных плоскими наличниками. Главный фасад решен в симметричной композиции. Фасады насыщены эклектичным архитектурным декором, фризовая плоскость оформлена модульонами, гирляндами, лепными розетками с маскаронами. На торцовом фасаде имеется балкон с ажурным металлическим ограждением.

## История
История здания берёт начало с большого пожара 25 мая 1859 года. Начавшись в татарской слободе, он перекинулся в Забулачье и уничтожил его практически полностью. Это событие стало исходным пунктом в обновлении застройки города.
По архивным данным, в 1860 году здание по адресу ул. Московская, д. 37 принадлежало семье купцов Орешниковых. На данный период дом был двухэтажным в три окна с деревянными холодными службами. При них дом был несколько раз перестроен: пристроены два каменных двухэтажных объёма к дому, а также построены одноэтажные каменные холодные службы по периметру домовладения.

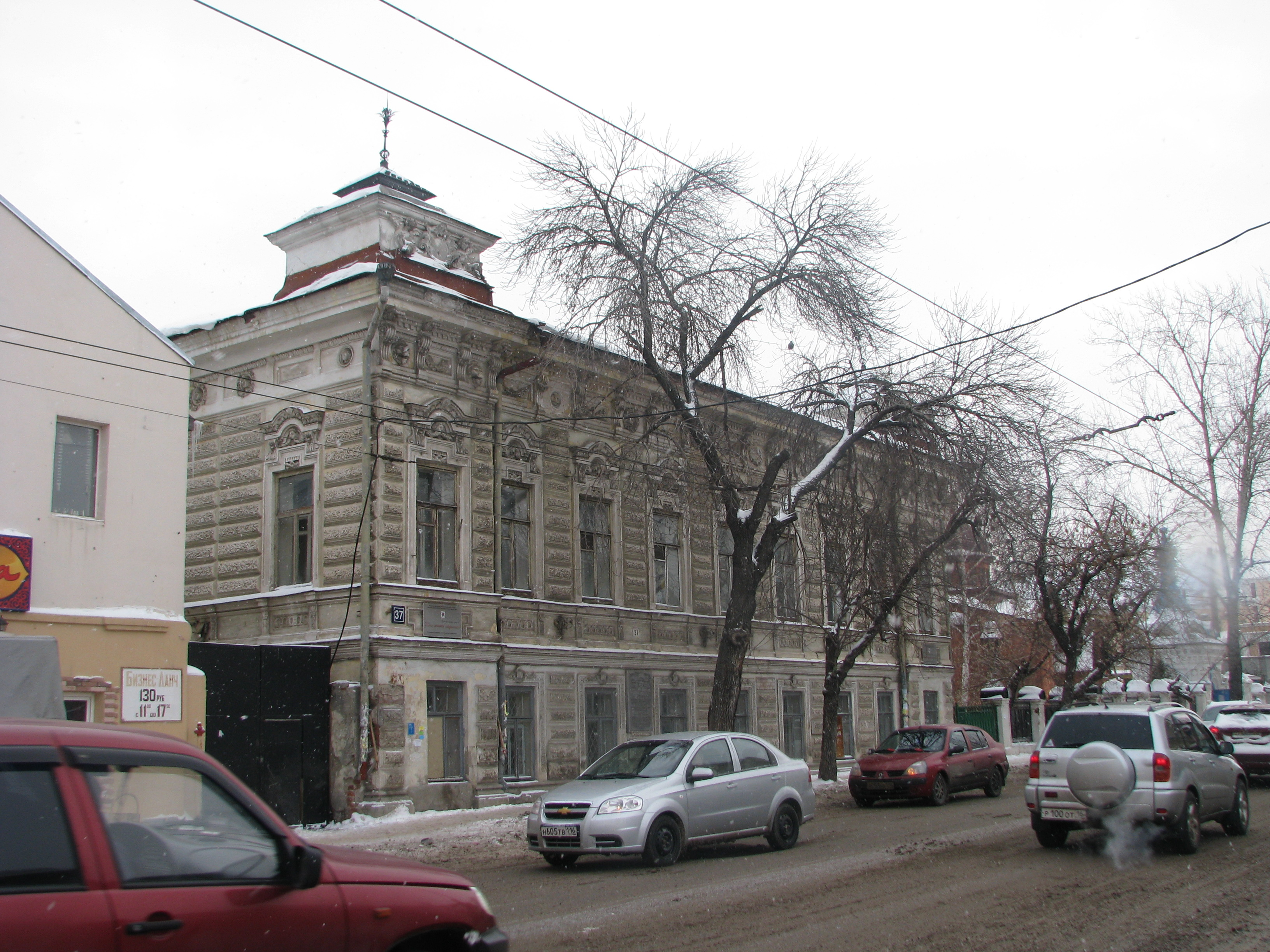
Дом С. А. Землянова — Казань, ул. Московская, 37. Объект культурного наследия регионального (республиканского) значения.

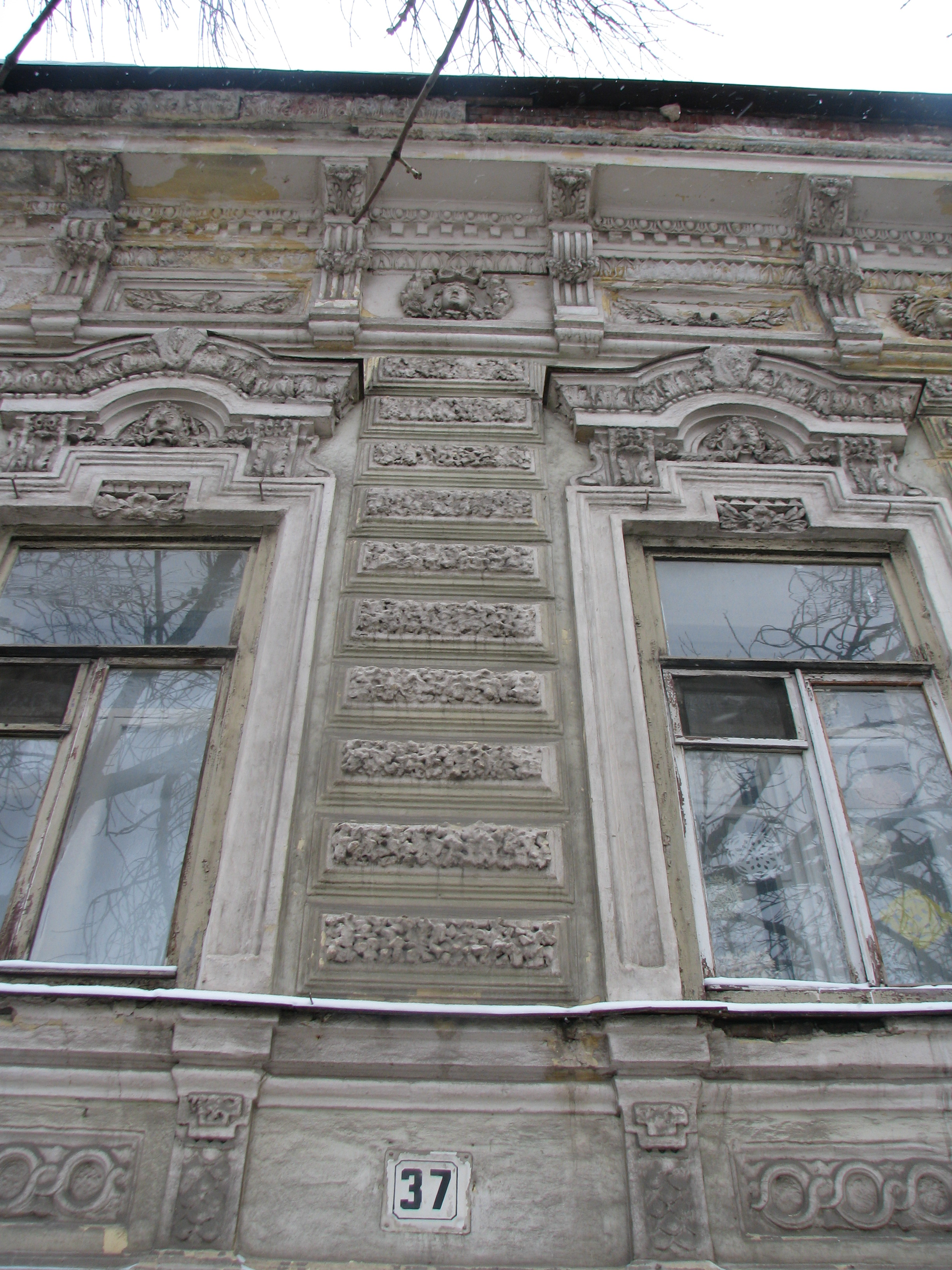
Дом С. А. Землянова — Казань, ул. Московская, 37. Объект культурного наследия регионального (республиканского) значения.

Следующим владельцем здания стал Верхоленский купец Архип Антонович Латышев. Им были произведены новые изменения в структуре усадьбы: пристрой к флигелю одноэтажного каменного под железной крышей объёма служб, завершающего периметральную застройку участка, брандмауэр с решетчатым железным забором на каменных столбах
Затем владельцем дома стал купец и меценат Сергей Александрович Землянов. В начале XX века С. А. Землянову принадлежало 7 буксирных пароходов и 54 деревянные баржи. Много сил отдавал С. А. Землянов общественной и благотворительной деятельности. На собственные средства он отремонтировал Храм Московских Чудотворцев, построил в Казани здание Речного училища, потратив на это 25000 рублей и пожертвовав собственный земельный участок. В 1897 году Сергей Александрович пристраивает к дому каменный двухэтажный объём и переделывает фасад в новом вкусе.
После Октября 1917 в этом здании размещался Мусульманский социалистический комитет (МСК), созданный революционером М. М. Вахитовым в апреле 1917. В этом же здании находилась редакция газеты комитета «Кызыл байрак» («Красное знамя»), а в 1918 и 1919 гг. располагался штаб красногвардейцев, организовавший подавление контрреволюционной «Забулачной республики». Затем в здании располагалась музыкальная школа.
В апреле 2012 года здание было передано Инвестиционной группе компаний ASG в рамках государственно-частного партнерства между Мэрией Казани и Инвестиционной группой компаний ASG для совместной деятельности по развитию казанской агломерации и участии ASG в работе по восстановлению и реконструкции исторического центра города, заключенного 16 февраля 2012 года
После начала исследовательских работ данные об архитектурных особенностях здания расширились. Судя по многочисленным закладкам в стенах первого этажа, здание пережило большее количество перестроек, что подтверждено архивными документами. Так были найдены следы лестничного марша, который вел на второй этаж сразу из левого входа главного фасада. Ограниченные финансовые возможности последнего собственника здания сохранили его от крупных перестроек и донесли до нас подлинные элементы декоров фасада и интерьеров помещений второго этажа.
В настоящее время проведена большая работа по ревизии сохранности элементов лепного декора фасадов и в реставрационных мастерских изготовлены полностью утраченные. Там же велись работы по реставрации металлического ограждения балкона. А вот несохранившиеся опоры козырьков, сами козырьки входов со стороны ул. Московская, ограждения были выполнены в соответствии с проектом реставрации на основе фотографических материалов и аналогов.
К 2015 году внутреннее убранство здания наполнят уникальными экспонатами Международного института антиквариата и тем самым воссоздадут обстановку, аутентичную эпохе его постройки.